# Crise de la dette dans la zone euro
 (juin 2015).

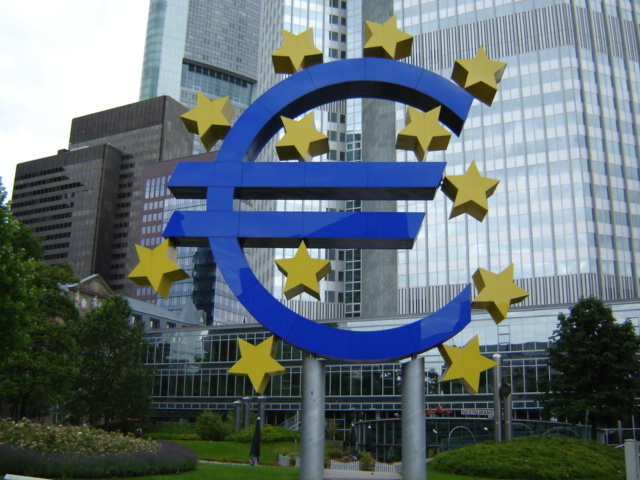
Image du signe monétaire européen devant la Banque centrale européenne de Francfort, en Allemagne.

La crise de la dette dans la zone euro, également appelée crise des dettes souveraines ou encore crise de la dette européenne, est une suite d'événements financiers qui affecte, depuis le début de l'année 2010, les économies de 19 États membres de l'Union européenne, dont la monnaie de référence est l'euro, dans le sillage de la crise financière de 2007-2010.
Le premier évènement est relevé en 2010, avec la crise de la dette grecque, provoquée par la mise en lumière de celle-ci, ainsi que de son important et constant déficit public. Elle s'étend à l'automne 2010 avec la crise de la dette publique de l'Irlande, provoquée par le sauvetage des banques nationales rendu nécessaire par les excès antérieurs de la dette privée. Durant l'été 2011, une tempête boursière survient, en partie à cause de la crise de la dette publique grecque.
Pour la première fois depuis 2007 et pour l'ensemble des comptes publics de la zone euro, la dette baisse lors de l'année 2013, annonçant une sortie de crise[Passage à actualiser].

## Causes de la crise

### Causes structurelles

#### Raisons liées à la théorie des zones monétaires optimales
Depuis les travaux de Robert Mundell dans les années 1950, pour la théorie économique, des pays n'ont intérêt à avoir une monnaie commune que si :
1. ils sont intégrés économiquement ;
2. leurs économies ne réagissent pas trop différemment aux chocs économiques ;
3. il existe des mécanismes aptes à remédier aux divergences existantes ou pouvant apparaître.

Parmi ces mécanismes, Jean Pisani-Ferry cite « [les] migrations en réponse à des écarts de salaire, [les] mouvements de capitaux en cas d'écarts de rendement, ou simplement [la] flexibilité interne du système de prix en réponse aux variations de la demande ». Lorsque la monnaie unique sera créée, les décideurs savent que, si les asymétries entre pays européens ne sont pas plus grandes qu'entre États américains, les pays du cœur de l'Europe (Allemagne, France, et quelques autres) présentent des divergences malgré tout moins marquées que celles qu'on peut trouver avec les pays de la périphérie. Ils savent aussi que les mécanismes d'ajustement sont faibles.
Par ailleurs, Paul Krugman souligne alors que l'intégration par le regroupement des industries dans les mêmes régions économiques va avoir tendance à creuser les divergences plus qu'à les combler.
Pour Jean Pisani-Ferry, les responsables politiques des pays décident de passer outre pour trois raisons :
1. ils n'aiment pas les changes flottants,
2. la libéralisation des capitaux les oblige soit à adopter des politiques monétaires similaires, soit à laisser flotter leur monnaie, ce qu'ils ne veulent pas faire,
3. pour des raisons politiques[4].

En effet, la France, à partir du tournant de la rigueur de 1983, a dû suivre la politique monétaire allemande et aimerait participer au pilotage d'une monnaie européenne. D'autant que, selon Jean Pisani-Ferry, « François Mitterrand, qui a abandonné ses ambitions de transformation sociale, veut placer son second septennat sous le signe de l'Europe ». Par ailleurs, le chancelier allemand Helmut Kohl, un européen fervent, comprend que l'adoption de l'euro permettra de lever les craintes des autres européens à propos de la réunification de l'Allemagne.

#### Déséquilibres dus à un endettement extérieur excessif
Une étude du Center for Economic Policy Research (CEPR) affirme le caractère classique de cette crise : elle aurait été causée, comme la plupart des crises économiques, par des déséquilibres entre pays de l'Eurozone dus à un endettement excessif (tant public que privé) des pays périphériques vis-à-vis de l'extérieur - endettement qui a fini par susciter un arrêt brutal (sudden stop) des financements. Ces dettes s'étaient accumulées depuis la création de l'euro, qui avait déclenché des flux de capitaux très importants des pays les plus prospères (Allemagne, France, Pays-Bas) vers les pays de la périphérie (une part très importante de ces capitaux s'investissant dans des secteurs non-commerciaux : logement et secteur public, qui n'étaient pas structurellement aptes à rembourser l'investissement ; ces investissements avaient suscité des hausses des salaires et des coûts qui avaient abaissé la compétitivité des pays concernés, dégradant leurs comptes courants).

#### Problèmes liés à des visions politiques différentes
Pour Jacques Delors, la monnaie est une étape vers une Europe fédérale que, d'après Jean Pisani-Ferry, « il désigne par prudence d'une formule alambiquée : fédération d'États-Nations ». Si pour Jacques Delors la finalité est institutionnelle, au contraire pour les Allemands l'essentiel n'est pas dans les institutions mais dans les « liens unissant les peuples qui partagent la même monnaie » ou, selon l'expression du président de la Bundesbank d'alors, Hans Tietmeyer, reprenant une formule de Nicolas Oresme : « la monnaie n'appartient pas au prince, mais à la communauté ».
Cette divergence se traduit dans la demande française d'un gouvernement économique. Pour Jean Pisani-Ferry, les Français exprimeraient surtout, en fait, à travers ce vocable qu'ils ont du mal à expliciter, le fait qu'ils ne conçoivent pas une monnaie sans État. Les Allemands voient le gouvernement économique comme une tentative de prise de contrôle de la Banque centrale européenne et donc s'en méfient. Les Français, eux, sont pris entre des sentiments contradictoires : d'un côté, ils veulent d'un gouvernement économique, mais d'un autre, ils ne veulent pas de transfert de pouvoir vers la Commission européenne et prennent des libertés avec les lois communes. En fait, les Allemands seraient davantage pour une union politique que les Français. Pour Jean Pisani-Ferry, « [lors des négociations de Maastricht] François Mitterrand assassine sans états d'âme l'union politique en faisant alliance avec les Britanniques contre les projets des fédéralistes ».
Tout cela aboutit à une monnaie commune assortie de solidarités minimales et à la clause de no bail-out qui veut « que ni l'Union ni les autres États membres ne peuvent répondre des engagements d'un État européen ».

### Causes conjoncturelles
La crise de la dette publique n'est que le symptôme qui doit conduire à rechercher les causes premières qui sont multiples et variables d'un pays à l'autre : une très forte dette publique liée à des problèmes structurels importants (difficulté à lever l'impôt et à maîtriser les dépenses), une flambée de l'immobilier en Espagne qui a conduit les agents privés à contracter des montants risqués de dettes privées, l'absence d'appréciation par les banques des risques encourus tant dans l'octroi des prêts que dans leur refinancement, les trop modestes efforts (depuis la crise des subprimes) de régulation du secteur bancaire et financier, la faiblesse de la croissance qui touche l'ensemble des anciens pays industrialisés depuis la crise économique dite de la Grande Récession (2008 et après), l'effet cumulatif provoqué par les anticipations d'une décélération continue des perspectives de croissance ; ainsi que la faible prise en compte du creusement d'écart de compétitivité entre pays disposant d'une même monnaie. 
Pour Jean-Claude Trichet, les grands pays (Allemagne et France) ont pris des libertés avec le pacte de stabilité et de croissance, ce qui a sapé sa crédibilité et amené les autres pays à prendre eux aussi des libertés. Le débat économique s'inscrit aussi dans le cadre de celui de la soutenabilité de la dette.

## Évolutions de la crise

### Chronologie
Chronologie des événements marquants de la crise de la dette souveraine en zone euro.

#### 2009
- vert  < 20% <   < 40% <  <  60% (critère de  Maastricht)
- rouge    > 80% >   > 60% (critère de  Maastricht)
- gris   Sans donnée, hors UE

- Octobre

Après des élections, un nouveau gouvernement grec est élu. Il est dirigé par le PASOK qui a obtenu 43,9 % des suffrages et 160 des 300 sièges du parlement.
- Novembre

le 5 : les premières estimations du budget font apparaître un déficit de 12,7 % du PIB, le double de ce qui était initialement annoncé
le 8 : le projet de budget 2010 vise à ramener à 8,7 % du PIB. Il prévoit aussi que la dette grecque atteigne 121 % du PIB en 2010 contre 113,4 % en 2009.
- Décembre

le 8 : Fitch Ratings dégrade sa note financière pour la Grèce de A- à BBB+.
le 16 : Standard & Poor's abaisse sa note de A- à BBB+.
le 22 : Moody's abaisse sa note de A1 à A2.

#### 2010
- Février

le 2 : le gouvernement étend le gel des salaires publics à ceux qui gagnent moins de 2 000 euros par mois.
le 24 : une grève générale d'un jour contre les mesures d'austérité touche le secteur public et les transports
le 25 : mission conjointe de l'Union européenne et du FMI en Grèce.
- Mars

le 5 : nouvelles mesures d'austérité destinées à économiser 4,8 milliards d'euros avec notamment une augmentation de la TVA qui passe à 21 %, une réduction de 30 % des primes du secteur public, le gel des pensions, et une augmentation des taxes sur l'essence, le tabac et l'alcool.
le 11 : grève dans les secteurs public et privé.
le 15 : les ministres des Finances se mettent d'accord sur un mécanisme d'aide à la Grèce mais restent muets sur les détails.
le 18 : Papandréou déclare que la Grèce ne pourra pas diminuer ses déficits si les taux restent aussi élevés et menace de s'adresser au FMI.
le 19 : José Manuel Barroso presse les pays de la zone euro de mettre au point un train de mesures d'aide à la Grèce.
le 25 : Jean-Claude Trichet déclare que la Banque centrale européenne acceptera comme collatéral des obligations grecques notées BBB- (auparavant, la limite inférieure était A-) jusqu'en 2011.
- Avril

le 11 : les responsables politiques des pays de la zone euro se mettent d'accord sur un plan d'aide à la Grèce qui repose sur des prêts bilatéraux (durée trois ans, taux d'intérêt environ 5 %) d'un montant de 30 milliards d'euros. Les prêts seront accordés par les pays au pro rata de leur participation au capital de la BCE.
le 13 : la BCE apporte son soutien au plan d'aide à la Grèce.
le 23 : la Grèce demande officiellement l'activation du plan d'aide.
le 27 : Standard & Poor's rétrograde la note des obligations portugaises.
le 28 : Standard & Poor's dégrade les obligations espagnoles de AAA à AA-
- Mai

le 1er : manifestation de protestation contre les mesures d'austérité à Athènes.
le 2 : la Grèce annonce son quatrième plan d'austérité.
le 3 : la Banque centrale européenne annonce qu'elle acceptera les obligations de la dette publique grecque comme collatéral quelle que soit sa note.
le 5 : troisième grève générale depuis février. À cette occasion, une manifestation dégénère et cause la mort de 3 employés d'une banque incendiée par des cocktails Molotov.
le 7 : après plusieurs semaines de débats, le Conseil européen valide le plan d'aide à la Grèce de 110 milliards de prêts sur trois ans
la nuit du 9 au 10 : pour faire face à la peur des marchés et éviter que la crise grecque s'étende à l'Espagne, au Portugal voire à l'Italie, l'Union européenne en coopération avec le FMI se dote d'un fonds de stabilisation de 750 milliards d'euros (la Commission européenne est autorisée à emprunter 60 milliards d'euros, 440 milliards apportés par les États et 250 milliards apportés par le FMI).
le 10 : la BCE décide de permettre aux banques centrales de la zone d'acheter de la dette publique et de la dette privée sur les marchés secondaires
- Juin

le 14 : Moody's dégrade la note de la dette grecque à Ba1. Elle est BB+ pour Standard & Poor's et BBB- pour Fitch.
- Juillet

le 8 : sixième grève générale de l'année pour protester contre le plan d'austérité.

#### 2011
- Janvier

le 15 : la banque centrale d'Irlande fait savoir qu'elle a opéré, depuis septembre, diverses opérations de refinancement des banques commerciales sans contrepartie, pour environ 50 milliards d'euros.
 Ces opérations se caractérisent par de la création de monnaie scripturale, avec le consentement officiel de la BCE et en conformité avec les traités européens.

Ces mesures exceptionnelles sont liées à une fuite importante des dépôts bancaires irlandais vers l'étranger depuis plusieurs mois.
le 25 : le Fonds européen de stabilité financière (FESF) effectue ses premières émissions de dette avec succès. L'opération a permis de lever près de 5 milliards d'euros, pour plus de 45 milliards proposés par les marchés.
- Février

le 23 : grève générale en Grèce pour protester contre l'austérité.
Le déficit budgétaire s'accroît en janvier et février 2011 à la suite d'une hausse des dépenses et d'une baisse des recettes 4 avril 2012[réf. nécessaire].
- Mars

le 12 : sommet européen :
Création du pacte pour l'Euro.
Accord sur des modifications du Fonds européen de stabilité financière et sur la création du mécanisme européen de stabilité.
En échange d'une accélération de son plan d'austérité, la Grèce devrait voir la durée des emprunts octroyés par les pays européens passer de 4,5 ans à 7,5 ans et les taux passer à 4,2 % contre 5,2 % initialement.
Conseil de l'Union européenne portant réforme du pacte de stabilité et de croissance.
le 29 : Standard & Poor's baisse la note du Portugal et de la Grèce en partie parce qu'elle estime qu'une restructuration de la dette pourrait être un prérequis pour faire appel au Fonds européen de stabilité financière.
| Date                | Indices | Indices | Indices  |
| Date                | CAC 40  | DAX     | FTSE 100 |
| ------------------- | ------- | ------- | -------- |
| lun. 25 juillet     | −0,77 % | +0,25 % | −0,16 %  |
| mar. 26 juillet     | −0,66 % | +0,07 % | +0,08 %  |
| mer. 27 juillet     | −1,42 % | −1,32 % | −1,23 %  |
| jeu. 28 juillet     | −0,57 % | −0,86 % | +0,28 %  |
| ven. 29 juillet     | −1,07 % | −0,44 % | −0,99 %  |
| lun. 1er août       | −2,27 % | −2,86 % | −0,70 %  |
| mar. 2 août         | −1,82 % | −2,26 % | −0,97 %  |
| mer. 3 août         | −2,08 % | −2,30 % | −2,34 %  |
| jeu. 4 août         | −3,90 % | −3,40 % | −3,43 %  |
| ven. 5 août         | −1,26 % | −2,78 % | −2,71 %  |
| lun. 8 août         | −4,68 % | −4,03 % | −3,39 %  |
| Source : Boursorama |         |         |          |

Moody's abaisse à son tour la note du Portugal et de l'Irlande, estimant que ces deux pays ont besoin de nouveaux financements.
du lundi 25 juillet au lundi 8 août, Quinzaine noire : les indices boursiers européens, notamment le CAC 40, chutent fortement (le CAC 40 bat un record historique, avec 11 séances consécutives de baisse, du jamais vu depuis sa création en 1987). Cela est repris dans le tableau ci-contre. Plus généralement les Tempêtes boursières de juillet, août et septembre 2011 touchent la plupart des pays européens.
- Août

Le 5 : l'agence de notation financière Standard & Poor's abaisse la note de la dette publique des États-Unis d'un cran pour la porter à « AA+ ». Les États-Unis étaient notés « AAA » par S&P depuis la création de cette agence en 1941.

#### 2012[29]
- Janvier

le 9 : La Commission européenne lève 3 milliards d’euros de titres à trente ans notés AAA au nom du Mécanisme européen de stabilisation financière, au profit de l’Irlande et du Portugal.
le 13 : L’agence de notation Standard & Poor’s dégrade la note de neuf pays de la zone euro. En plus de faire perdre à la France son triple A, elle dégrade l’Autriche, Chypre, l’Espagne, l’Italie, le Portugal, Malte, la Slovaquie et la Slovénie.
le 20 : Le gouvernement italien lance les mesures de relance économique sous la forme de libéralisation dans plusieurs secteurs d’activité.
le 24 : Le Conseil Ecofin adresse une recommandation à la Hongrie pour qu’elle prenne des mesures d’assainissement des finances publiques.
- Février

le 5 : La troïka accepte que l’Irlande consacre désormais une partie du produit des privatisations à la création d’emplois, plutôt qu’au désendettement.
le 6 : La chancelière allemande, Angela Merkel, et le président français, Nicolas Sarkozy, font savoir que les sommes collectées au titre des intérêts sur les prêts octroyés par l’UE à la Grèce seront bloquées sur un compte, afin de garantir le remboursement des créanciers.
le 9 : Les trois principaux partis de la coalition gouvernementale grecque de Loukás Papadímos s’entendent sur les nouvelles mesures d’austérité qu’ils mettront en œuvre pour pouvoir bénéficier du deuxième plan de sauvetage de 130 milliards d’euros. Dès le lendemain, l’un des trois partis, le LAOS, revient sur sa parole.
le 10 : Le gouvernement espagnol présente une réforme du marché du travail qui vise notamment à rendre les licenciements plus faciles et moins coûteux.
le 10 : En Grèce, les quatre ministres du parti d’extrême-droite de la coalition gouvernementale remettent leur démission en signe d’opposition au nouveau plan de rigueur.
le 14 : L’agence de notation Moody’s dégrade la note de six États de la zone euro (Espagne, Italie, Malte, Portugal, Slovaquie et Slovénie).
le 15 : Les deux partis restants de la coalition gouvernementale grecque (PASOK et Nouvelle Démocratie) s’engagent par écrit à appliquer le nouveau plan de rigueur en vue du pouvoir bénéficier du deuxième plan de sauvetage, quel que soit le résultat des prochaines élections législatives.
le 19 : Plus d’un million d’Espagnols manifestent contre le nouveau code du travail.
le 21 : Les pays de la zone euro finalisent le deuxième plan d’aide à la Grèce, un accord presque inespéré qui prévoit une enveloppe de 237 milliards d’euros pour éviter la sortie de l’euro.
le 23 : La Commission européenne prévoit une « légère récession » dans la zone euro en 2012 (-0,3 %), ce qui relance le débat sur l’austérité et la croissance.
le 24 : Le président de la BCE, Mario Draghi, déclare au Wall Street Journal que le « modèle social européen est mort ».
- Mars

le 9 : Le gouvernement grec parvient à un accord historique avec les créanciers privés, selon lequel banques, assureurs et autres fonds acceptent d’effacer la moitié des 206 milliards d’euros d’emprunts du pays souscrits. 83,7 % de ses créanciers acceptent cette opération, qui permet d’éviter au pays un défaut de paiement désordonné.
le 14 : Les ministres de la zone euro approuvent formellement le deuxième plan de sauvetage de la Grèce : 130 milliards d’euros d’aide publique sur trois ans, réduction de 107 milliards d’euros de la dette grecque détenue par les créanciers privés ; le FESF est autorisé à effectuer un premier versement de 39,4 milliards d’euros, en plusieurs tranches.
le 20-21 : Le gouvernement italien s’entend sur une réforme du code du travail en vue d’assouplir les règles de licenciements ; les députés italiens adoptent le plan de libéralisation de l’économie.
le 22 : Grève générale au Portugal pour dénoncer l’austérité, mais à l’appel de la seule CGTP.
le 29 : Grève générale en Espagne contre la réforme du marché de l’emploi.
le 30 : Le gouvernement espagnol présente son budget 2012, qui prévoit près de 27 milliards d’euros d’économie.
- Avril

le 10 : Les bourses européennes chutent ; les taux d’emprunt grimpent, surtout en Espagne et en Italie. L’écart des taux d’emprunt entre la France et l’Allemagne se creuse, à 1,35 point.
le 13 : Une mission d’experts de la Commission européenne se rend à Madrid pour examiner les comptes de l’Espagne.
le 18 : En raison d’une récession économique plus forte que prévu, le gouvernement italien repousse de 2013 à 2015 l’objectif du retour à l’équilibre budgétaire.
le 20 : Après la relative accalmie du début d’année, la situation en Espagne et en Italie rend les marchés financiers de plus en plus fébriles. Des économistes sans cesse plus nombreux affirment que les excès de rigueur et d’austérité en Europe tuent la croissance et finiront par faire éclater la zone euro (Paul Krugman, Joseph Stiglitz, Daniel Cohen, Patrick Artus, Heiner Flassbeck, etc.). Les organisations internationales (OCDE, FMI) commencent à redouter un assainissement trop brutal.
le 21 : Le gouvernement de coalition néerlandais perd sa majorité par le refus du Parti pour la liberté de soutenir un plan d’assainissement budgétaire de 14 à 18 milliards d’euros.
le 25 : La Commission européenne met fin à son contentieux avec la Hongrie concernant l’indépendance de la banque centrale hongroise. Elle accepte d’entamer les discussions sur l’assistance financière demandée par le gouvernement hongrois le 21 novembre 2011.
le 25 : Après un rebond de l’activité économique, l’Office pour les statistiques nationales du Royaume-Uni annonce un retour de la récession depuis fin 2011.
le 26 : La troïka ouvre la voie à une nouvelle tranche d’aide de 3,7 milliards d’euros à l’Irlande en raison de la bonne mise en œuvre de son programme d’ajustement économique.
le 26 : L’agence de notation Standard & Poor’s dégrade la note de l’Espagne, de A à BBB +.
le 26 : Un rapport de l’OCDE note qu’en Grèce, les salaires ont chuté de 22,5 % sur la seule année 2011.
le 26 : Le gouvernement minoritaire des Pays-Bas (VVD et CDA, avec le soutien des partis d’opposition D66, Verts, ChristenUnie, mais sans l’extrême droite du PVV) parvient à faire approuver son plan d’économies de 15 milliards d’euros. Ce plan prévoit une réforme du système de santé, une réduction des subventions sur les prêts immobiliers, une hausse de la TVA et le recul de l’âge de la retraite.
le 27 : L’Institut espagnol de la statistique annonce 366 000 chômeurs supplémentaires au premier trimestre 2012. Au total, 5,6 millions d’Espagnols sont sans emploi, soit un quart de la population active. La question d’un plan d’aide à l’Espagne refait surface.
le 27 : Le gouvernement roumain (centre-droit) chute en raison de la politique d’austérité imposée par le FMI et l’UE.
le 30 : Le gouvernement portugais prévoit une récession de 3 % du PIB en 2012.
le 30 : Dans son rapport sur le travail dans le monde, l’Organisation internationale du travail (OIT) estime que l’aggravation de la situation économique au sein de l’UE reflète le piège de l’austérité.
le 30 : Le gouvernement italien adopte un nouveau plan de réduction des dépenses de l’État de 4,2 milliards d’euros.
- Mai

le 2 : Selon Eurostat, le taux de chômage dans la zone euro atteint 10,9 %, soit son niveau le plus élevé depuis la création de l’union monétaire.
le 6 : Les résultats des élections législatives en Grèce rendent impossible la formation d’une majorité par les partis historiques. Les conservateurs de Nouvelle Démocratie n’emportent que 18,85 % des voix et le PASOK (socialiste) chute à 13,18 %. Les grands vainqueurs sont l’extrême gauche de Syriza (16,78 %) et l’extrême droite de l’Aube dorée (6,97 %).
le 9 : En pleine tempête sur les marchés, le gouvernement espagnol nationalise Bankia, la quatrième banque du pays. Le secteur bancaire espagnol paraît de plus en plus fragile.
le 14 : Le gouvernement espagnol adopte une réforme de son secteur bancaire : il exige des institutions bancaires des provisions supplémentaires de 30 milliards d’euros en vue de pertes potentielles futures, la mise en quarantaine des actifs douteux et la validation indépendante des comptes.
le 17 : Devant l’impossibilité de former un gouvernement, la Grèce se dote d’un gouvernement provisoire de techniciens. De nouvelles élections législatives sont convoquées pour le 17 juin. L’impasse politique hypothèque le plan de sauvetage de l’UE et du FMI. De plus en plus de voix s’élèvent en Europe pour préparer la sortie de l’euro.
le 17 : L’agence de notation Moody's abaisse la note de seize banques espagnoles, donnant le coup d’envoi d’un vent de panique des épargnants.
le 18 : L’hypothèse d’un retour à la drachme crée un vent de panique des épargnants grecs ; depuis les élections législatives, les retraits des dépôts dans les banques se chiffrent en milliards d’euros.
le 21 : Le gouvernement espagnol confie à deux cabinets d’audit indépendants la mission d’évaluer le portefeuille des banques. Cette « opération vérité » vise à évaluer leur capacité à résister à un « scénario adverse ».
le 23 : Lors d’un Conseil européen informel, le nouveau président français, François Hollande, entend relancer le débat sur la croissance, mais aussi — fort du soutien de l’Italie et de l’Espagne — sur les euro-obligations, ce qui ravive les tensions avec l’Allemagne de la chancelière Angela Merkel.
le 23 : Les chefs d’État et de gouvernement de l’UE réaffirment leur souhait que la Grèce demeure dans la zone euro, à condition que celle-ci respecte les engagements auxquels elle a souscrit dans le cadre de son deuxième sauvetage de mars 2012.
le 25 : Le conseil d’administration de la quatrième banque espagnole, Bankia, dévoile un plan de recapitalisation et demande à l’État une aide de 19 milliards d’euros.
le 31 : L’agence de notation Fitch Ratings abaisse les notes de huit régions autonomes espagnoles.
- Juin

le 1er : Les Irlandais approuvent par référendum (60 % pour, 40 % contre) la ratification du Pacte de stabilité, de coordination et de gouvernance (« Pacte budgétaire »).
le 4 : Le gouverneur de la banque centrale chypriote laisse entendre que le pays pourrait être contraint de faire appel à l’aide financière européenne en raison des coûts pour les banques chypriotes de la restructuration de la dette grecque.
le 6 : La Commission européenne propose un premier pas vers une union bancaire européenne, c’est-à-dire un ensemble de règles européennes en matière de redressement et de résolution bancaires.
le 9 : Les ministres des Finances de la zone euro acceptent le principe d’accorder à l’Espagne une aide financière de 100 milliards d’euros en vue de recapitaliser les banques du pays, sans plan d’austérité en contrepartie.
le 13 : L’agence de notation Moody's abaisse la note souveraine de l’Espagne de trois crans, de A3 à Baa3, soit à un cran de la catégorie spéculative.
le 17 : Aux élections législatives en Grèce, le parti conservateur Nouvelle Démocratie obtient 29,7 % des voix ; il devance la gauche radicale de Syriza (26,9 %).
le 20 : Un nouveau gouvernement grec en faveur de l’austérité se met en place. Le Premier ministre, Antónis Samaras (Nouvelle Démocratie), a le soutien des socialistes du Pasok et de la gauche modérée (Dimar). Il se fait fort d’obtenir un assouplissement des conditions imposées à la Grèce pour son sauvetage financier.
le 21 : Sur la base du rapport des experts indépendants, les autorités espagnoles annoncent que les besoins financiers maximaux du secteur bancaire espagnol s’élèveraient à 62 milliards d’euros.
le 21 : Pour répondre aux exigences de l’UE et du FMI, le gouvernement hongrois présente une nouvelle version de sa loi sur la banque centrale nationale.
le 22 : Les chefs d’État ou de gouvernement allemand, français, italien et espagnol se réunissent en sommet à Rome afin de tenter de trouver un compromis sur la sortie de crise, en préparation du Conseil européen des 28 et 29 juin. Les résultats sont a minima.
le 25 : Chypre devient le cinquième État membre de la zone euro à demander une assistance financière pour couvrir ses besoins de financement et recapitaliser ses banques, affaiblies par la crise grecque.
le 25 : L’Espagne sollicite officiellement l’aide européenne pour la recapitalisation de ses banques.
le 25 : Le ministre grec des Finances, Vassilis Rapanos, démissionne pour des raisons de santé.
le 26 : Les présidents du Conseil européen, de la Commission, de l’Eurogroupe et de la BCE rendent public leur rapport conjoint « Towards a genuine economic and monetary Union » comme base de discussion pour le renforcement de l’UEM à l’ordre du jour du Conseil européen des 28 et 29 juin.
le 26 : En Grèce, l’économiste et ancien banquier Yannis Stournaras est nommé ministre des Finances.
les 28-29 : Le Sommet de l’euro décide de mettre en place une « union bancaire » européenne.
les 28-29 : Le Conseil européen adopte un « pacte de croissance et d’emploi ».

#### 2013
Bien que les politiques de rigueur mises en place dans tous les pays de l'Union Européenne soient très critiquées, et bien que la croissance reste faible, la dette globale de la zone Euro est en baisse pour l'exercice budgétaire de 2013 selon Eurostat. Cette baisse de la dette est inédite depuis 2007 et annonce une sortie de crise. Selon la même source, la dette de l'ensemble des pays de l'U.E. est, elle, en très légère hausse. Le bilan est cependant contrasté selon les pays.

### Tableau des dettes et déficits publics

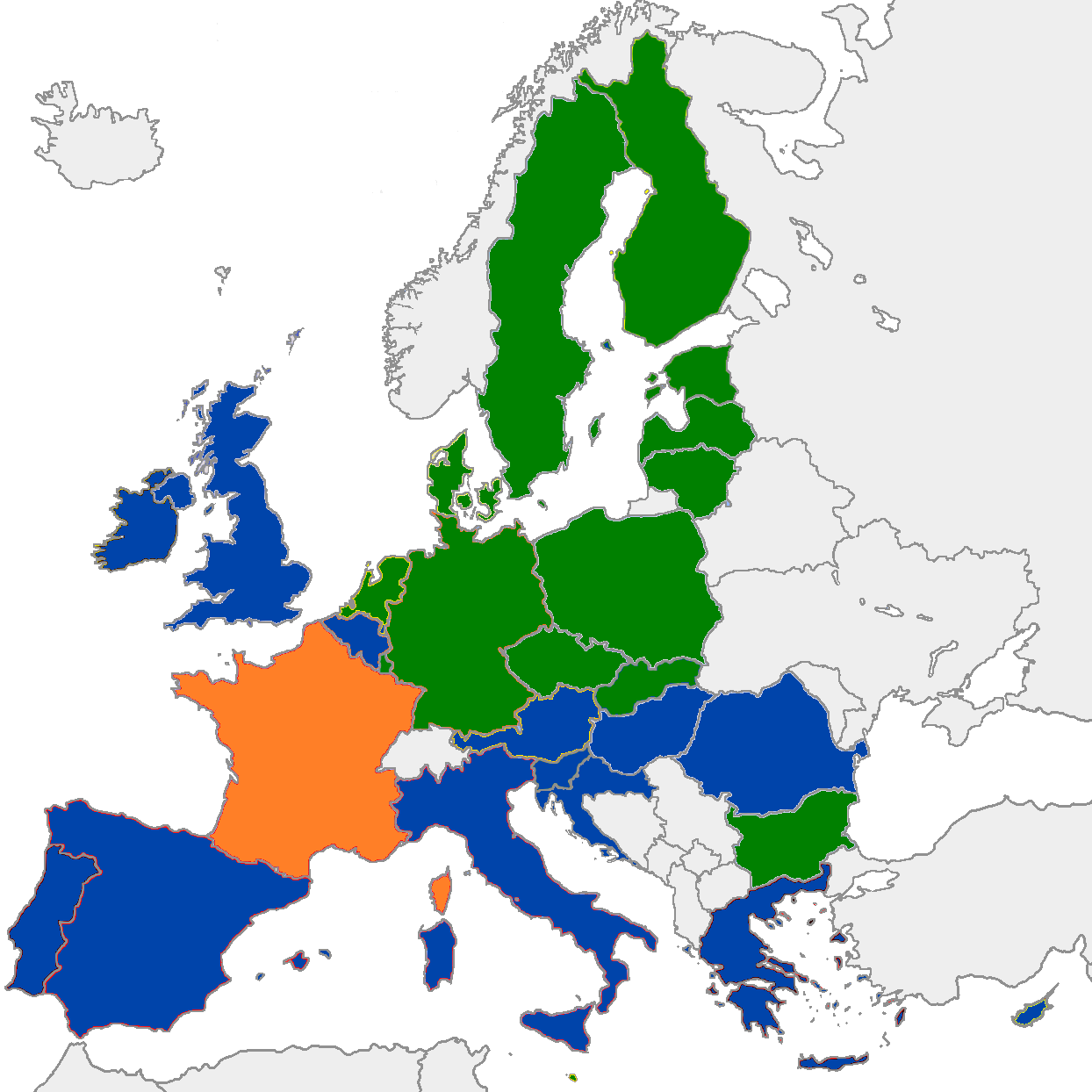
Situation fin 2016 :
Pays respectant les critères de Maastricht.
Pays respectant les critères sur un point seulement.
Pays avec dette et déficit public modérés.
Pays avec déficit public modéré mais forte dette.
Pays avec dette et déficit public forts.
Pays avec déficit et dette très forts, sous assistance du Fonds européen de stabilité financière.

| Pays ou zone | Dette publique en 2013 | Évolution (2010-2013) | Déficit public en 2010 | Déficit public en 2011 | Déficit public en 2012 | Déficit public en 2013 | Prévisions de la Commission du déficit en 2014 |
| --- | ---------------------- | --------------------- | ---------------------- | ---------------------- | ---------------------- | ---------------------- | ---------------------------------------------- |
| Allemagne | 78,4 %                 | 2,7                   | 4,1 %                  | 0,8 %                  | - 0,2 %                | 0,0 %                  | 0,0 %                                          |
| Autriche | 74,5 %                 | 2,8                   | 4,5 %                  | 2,5 %                  | 2,5 %                  | 1,5 %                  | 2,8 %                                          |
| Belgique | 101,5 %                | 4,9                   | 3,8 %                  | 3,7 %                  | 3,9 %                  | 2,6 %                  | 2,6 %                                          |
| Chypre | 111,7 %                | 54,3                  | 5,3 %                  | 6,3 %                  | 6,3 %                  | 5,4 %                  | 5,8 %                                          |
| Espagne | 93,9 %                 | 33,3                  | 9,7 %                  | 9,4 %                  | 10,6 %                 | 7,1 %                  | 5,6 %                                          |
| Estonie | 10,0 %                 | 3,3                   | -0,2 %                 | - 1,2 %                | 0,3 %                  | 0,2 %                  | 0,5 %                                          |
| Finlande | 57,0 %                 | 4,4                   | 2,5 %                  | 0,8 %                  | 1,9 %                  | 2,1 %                  | 2,3 %                                          |
| France | 93,5 %                 | 10,5                  | 7,1 %                  | 5,3 %                  | 4,8 %                  | 4,3 %                  | 3,9 %                                          |
| Grèce | 175,1 %                | 27,9                  | 10,7 %                 | 9,5 %                  | 10,0 %                 | 12,7 %                 | 1,6 %                                          |
| Irlande | 123,7 %                | 32,3                  | 30,8 %                 | 13,4 %                 | 7,6 %                  | 7,2 %                  | 4,8 %                                          |
| Italie | 132,6 %                | 13,7                  | 4,5 %                  | 3,8 %                  | 3,0 %                  | 3,0 %                  | 2,6 %                                          |
| Lettonie | 38,1 %                 | 1,9                   | 8,1 %                  | 3,6 %                  | 1,2 %                  | 1,0 %                  | 1,0 %                                          |
| Luxembourg | 23,1 %                 | 5,3                   | 0,9 %                  | 0,6 %                  | 0,9 %                  | - 0,1 %                | 0,2 %                                          |
| Malte | 73,0 %                 | 5,2                   | 3,6 %                  | 2,8 %                  | 3,3 %                  | 2,8 %                  | 2,5 %                                          |
| Pays-Bas | 73,5 %                 | 12,6                  | 5,1 %                  | 4,5 %                  | 4,1 %                  | 2,5 %                  | 2,8 %                                          |
| Portugal | 129,0 %                | 33,8                  | 9,8 %                  | 4,4 %                  | 6,4 %                  | 4,9 %                  | 4,0 %                                          |
| Slovaquie | 55,4 %                 | 13,3                  | 7,7 %                  | 5,1 %                  | 4,3 %                  | 2,8 %                  | 2,9 %                                          |
| Slovénie | 71,7 %                 | 24,6                  | 5,9 %                  | 6,4 %                  | 4,0 %                  | 14,7 %                 | 4,3 %                                          |
| Zone euro | 92,6 %                 | 10,7                  | 6,2 %                  | 4,2 %                  | 3,7 %                  | 3,0 %                  | 2,5 %                                          |
| États-Unis | 102 %                  | —                     | 12,0 %                 | 10,6 %                 | 9,2 %                  | 6,2 %                  |                                                |
| Source : Eurostat 1. 2. 3. Pays ayant été sous assistance du Fonds européen de stabilité financière, puis du mécanisme européen de stabilité à partir de 1er janvier 2013.En vert, les indicateurs respectant les critères de Maastricht, soit moins de 60 % du PIB de dette et 3 % pour le déficit |                        |                       |                        |                        |                        |                        |                                                |

## Positionnement par État

### Grèce

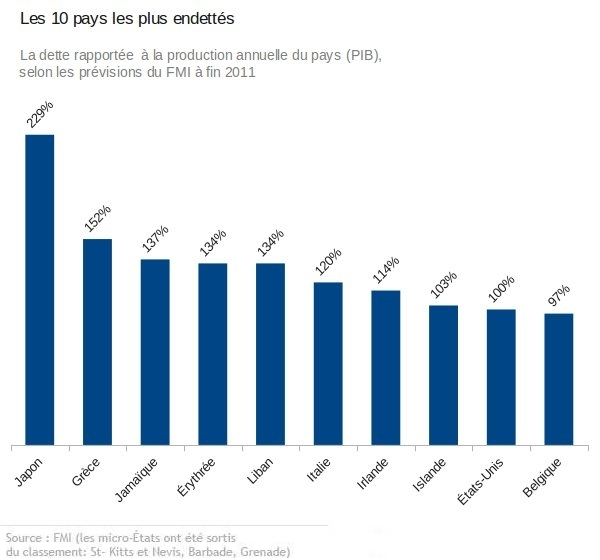
Dettes souveraines rapportées au PIB à fin 2011

#### Première phase
La crise de la dette publique grecque est issue de la crainte des créanciers de la Grèce sur sa capacité à rembourser sa dette publique, ainsi que de payer les intérêts de cette dette. Elle résulte à la fois de la crise économique mondiale et de facteurs propres au pays : fort endettement (environ 120 % du PIB), et déficit budgétaire qui dépasse les 13 % du PIB. Cette crise a été aggravée par le manque de transparence dont a fait preuve le pays dans la présentation de sa dette et de son déficit, notamment par la levée de fonds hors bilan, par le biais d'instruments financiers mis au point par Goldman Sachs. Comme l'a relevé l'eurodéputée socialiste Pervenche Berès dans une tribune publiée dans le journal Le Monde, c'est Mario Draghi, président de la BCE à l'époque, qui, vice-président de Goldman Sachs pour l'Europe, de 2002 à 2005, était chargé des États souverains. Pervenche Berès s'interrogeait en conclusion avec Pascal Canfin : « Saura-t-il combattre aujourd'hui ce qu'il a hier promu et qu'il n'a jamais critiqué ? ».
Pour l'économiste Jean Pisani-Ferry, « depuis dix ans, l'écart moyen entre le déficit budgétaire réel et le chiffre notifié à la Commission européenne a été de 2,2 % du produit intérieur brut (PIB) ». Cela amènera la Commission européenne et des responsables politiques européens à demander des explications à la Grèce, à s'interroger sur le rôle joué par Goldman Sachs, en tant que conseil du gouvernement grec, et à envisager de réglementer le marché des CDS. Cette crise a entraîné une baisse de l'euro qui favorise les exportations et la reprise. Elle a aussi et, peut-être surtout, provoqué un double débat sur la façon de venir en aide à la Grèce (faut-il ou non s'en occuper entre Européens ou vaut-il mieux laisser le pays demander l'assistance du FMI ?) et sur la gouvernance de la zone euro.
Concernant le premier point, selon Jean Pisani-Ferry, directeur du think tank Bruegel, il conviendrait de laisser faire le FMI, car cette institution possède l'expertise de ce genre de problème et, à la différence des institutions européennes, « est capable d'affronter l'impopularité ». Au contraire pour d'autres, tel Jean-Claude Trichet, le recours au FMI serait vu comme un échec pour la zone euro. Lors d'un sommet extraordinaire le 11 février, les Européens s'engagent à soutenir la Grèce si celle-ci faisait des efforts. Une équipe d'officiels de l'Union européenne et de la BCE est envoyée à Athènes pour examiner la situation. Ces experts sont accompagnés d'un représentant du FMI qui doit se pencher sur les comptes publics.
Le 26 mars un Conseil européen décide que la zone euro pourrait se porter au secours d'un pays de la zone en difficulté après que ce dernier a fait appel au FMI et ait reçu une aide substantielle de cette institution. Dans ce cas, sous certaines conditions, les pays de la zone euro pourraient apporter un complément d'aide. Par ailleurs, la déclaration prévoit d'améliorer le fonctionnement de la zone euro. Sur ce point, il existe, entre la version anglaise et la version française, une différence notable. Là où le texte anglais emploie l'expression gouvernance économique, le texte français utilise le terme gouvernement économique. 
Le 7 mai 2010 les dirigeants de la zone euro ont endossé formellement le plan d'aide à la Grèce. Les pays de la zone euro ont mis en place un mécanisme sans précédent d'aide à la Grèce, consistant en des prêts bilatéraux pour un montant total de 110 milliards d'euros (80 milliards pour les pays de la zone euro et 30 milliards pour le Fonds monétaire international). Il prévoit que le déficit public grec soit réduit à 2,6 % du PIB en 2014.
Le 10 mai 2010 les ministres des Finances des Vingt-Sept ont annoncé la mise en place d'un « Fonds européen de stabilité financière » (FESF), de l'ordre de 750 milliards d'euros, pour financer d’éventuels autres sauvetages, afin d'éviter que la crise grecque ne s'étende à l'Espagne, au Portugal, voire à l'Italie.
Malgré l'adoption du plan de sauvetage et la mise en place de plusieurs plans d'austérité dans le pays, les objectifs de réduction du déficit public grec ne sont pas atteints. En effet, alors que le déficit public en 2009 était de 13,6 %, le plan prévoyait sa réduction à 8,1 % en 2010. Finalement, le déficit sera de 10,5 % en 2010, alors que dans le même temps le déficit de 2009 est réévalué à 15,5 % au lieu de 13,6 %. Le jeudi 21 juillet 2011, les Européens et le FMI ont adopté les grandes lignes d'un second plan de sauvetage :
Sur le plan financier, le pays va bénéficier de 109 milliards d'euros de fonds publics : 79 venant du FESF et du FMI, et 30 des privatisations. Par ailleurs, le secteur privé doit participer pour 49,7 milliards d'euros. Les taux des prêts du FESF sont ramenés de 4,5 % à 3,5 % et leur durée de remboursement est allongée.
Sur le plan structurel, il est créé une « task force » destinée à soutenir la Grèce dans la mise en œuvre des réformes votées, et à essayer de redynamiser la croissance en Grèce en employant au mieux les Fonds européens (aides régionales notamment) non encore utilisés.
Enfin, le FESF voit son rôle élargi : il pourra maintenant racheter des obligations d’État sur le marché secondaire, participer au sauvetage des banques en difficulté, prêter à des États en situation difficile. Son action est conditionnée à l'avis unanime des pays participants et de la BCE. Ces dispositions n'entreront en vigueur qu'après ratification par les parlements nationaux.

#### Deuxième phase
L'accord du 27 octobre 2011
Après d'âpres négociations, liées notamment à la volonté exprimée lors d'un vote au Bundestag de la quasi-totalité des partis allemands de limiter les garanties allemandes aux pays en crise et de ne pas « faire payer » uniquement les contribuables, mais également les banques, un accord est trouvé le 27 octobre au matin. Il prévoit :
un abandon par les banques privées de 50 % de la dette publique qu'elles détiennent sur la Grèce (la BCE et le FMI ne sont pas concernés). Cet accord a été particulièrement difficile à atteindre du fait de la résistance des banques. Il a fallu que Charles Dallara, directeur de l'Institut de la finance internationale y soit incité par Angela Merkel, Nicolas Sarkozy, Christine Lagarde et Herman Van Rompuy ;
les banques doivent être recapitalisées pour un montant de 106 milliards d'euros (30 milliards pour la Grèce, 26,1 milliard pour l'Espagne, 14,7 milliards pour l'Italie, 8,8 milliards pour la France et 5,1 milliards pour l'Allemagne). La recapitalisation sera faite soit par appel à l'épargne, soit par les États, soit, en dernier ressort, par le FESF ;
le FESF n'est pas autorisé à devenir une banque mais un effet de levier va être recherché par « un rehaussement de crédit pour de nouvelles émissions par les États membres » et/ou en faisant appel de façon complémentaire à des investisseurs privés ou souverains, en coopération avec le FMI.
Le Premier ministre Georges Papandréou, face au mécontentement populaire et à ce qu'il perçoit comme des abandons de souveraineté décide de soumettre l'accord à référendum. Il abandonnera l'idée quatre jours plus tard quand, la classe politique grecque prenant conscience que les autres pays envisagent sérieusement la sortie de la Grèce de la zone euro, se prononce contre ce projet et envisage un gouvernement d'union nationale.
L'accord du 21 février 2012
Cet accord a pour vocation, pour l'essentiel, de rendre exécutable les accords de juillet et d'octobre. Les négociations ont été difficiles à finaliser et les autres Européens notamment les pays encore notés triple AAA (Allemagne, Pays-Bas, Finlande) ont sérieusement pensé à la sortie de la Grèce de la zone euro. Parmi les sujets de tension il est possible de citer : 
Le manque de confiance des autres pays envers la volonté des politiques grecs de réellement réaliser les réformes auxquels ils se sont engagés. Les autres pays européens notamment les triples AAA insistent sur les points où la Grèce n'a pas tenu ses engagements. Par exemple, 30 000 fonctionnaires devaient être transférés à une « structure de réserve » avant fin 2011. Or, ce mouvement n'a touché que 1 000 personnes. De même aucune des 10 professions qui devaient être dérégulées ne l'a été, et la « libéralisation des horaires ...d'ouverture des pharmacies a été rejetée par le parlement ».
La proximité d'élection qui pousse à douter de la fiabilité des négociateurs grecs et à demander à tous les grands partis grecs des engagements écrits.
Enfin les autres pays voient leur patience mise à rude épreuve par « l'attitude brouillonne et de chantage permanent ».
De leur côté les grecs sont confrontés à une baisse de leur niveau de vie et à des problèmes internes.
Les grandes lignes de l'accord sont :
le plan d'aide s'élève à 130 milliards pour les créanciers publics (principalement pays de la zone euro et pour un montant non défini encore par le FMI). Mais cette enveloppe à la demande des pays triple AAA pourrait être revue et sa réalisation est fonction de deux critères.
La finalisation de la restructuration de la dette privée (voir ci-dessous).
La mise en place « d'ici à la fin février une liste d’actions préalables : baisse du salaire minimal, réforme du marché du travail etc. ».
Les créanciers privés acceptent une réduction de 53,5 % de leurs créances pour un montant de 107 milliards d'euros. Les banques françaises devraient être impactées pour un montant de 13 milliards d'euros. Les nouvelles obligations émises dans le cadre de ce programme seront de droit anglais et les litiges entre l'État Grec et les créanciers privés sera arbitré au Luxembourg.
La BCE et les autres banques centrales de la zone euro renoncent aux plus-values sur les obligations de la dette grecques qu'elles détiennent.
De leur côté, les Grecs doivent mettre en place, sous le contrôle de la troïka (Commission européenne, Banque centrale européenne, Fonds monétaire international) un compte destiné aux paiements de la dette abondés par l'assistance internationale et les recettes fiscales.
L'accord du 27 novembre 2012
À la suite de la campagne électorale et aux deux élections législatives du printemps 2012, la Grèce a pris du retard sur son programme d'autant que la conjoncture économique n'a pas été bonne. Aussi, le pays a été obligé de demander une nouvelle aide. L'accord a été difficile à trouver car le FMI voulait un abaissement de la dette à 120 % du PIB en 2020 ce qui aurait exigé que les États européens abandonnent une partie de leurs prêts consentis à la Grèce. Or, pour cela, les autres pays européens auraient été obligés de solliciter leurs contribuables ce qu'ils n'avaient pas envie de faire. Aussi pour éviter un défaut de paiement ils ont préféré adopter un objectif de 124 % du PIB en 2020 et pour y arriver, ils ont adopté une « combinaison de mesures : moratoire de dix ans sur les taux d'intérêt des prêts consentis par le fonds de secours, nouveaux délais de remboursement, baisse des taux sur les prêts bilatéraux du premier plan d'aide, ou rachat de dette par la Grèce ». Parallèlement, une aide de 34,4 milliards d'euros sera versée en décembre suivi de 12 milliards par tranches l'an prochain. Ces versements sont conditionnés à la poursuite du plan de réformes.
controverse sur les contre-parties des programmes d'aides
À la suite de ces Mémorandums, des institutions de l'Union européenne (Commission, Conseil des ministres des finances de l'Eurogroupe et BCE) ont, avec le FMI, imposé à la Grèce des réformes structurelles de son droit du travail. Plusieurs de ces réformes constituent des violations des engagements internationaux de la Grèce et ont fait l'objet de condamnations de la part des organismes de contrôle de l'OIT et du Conseil de l'Europe. En imposant certaines réformes (baisse du salaire minimum, transformation de la négociation collective d'entreprise pour favoriser des accords dérogatoires moins favorables aux salariés, etc.), la Commission européenne et le Conseil des ministres de l'Eurogroupe ont violé des dispositions des traités (traité de l'UE et traité sur le fonctionnement de l'UE).

#### Troisième phase critique début 2015
Fin 2014, après six années de récession, l'économie grecque montre en effet des signes encourageants (retour à la croissance lors des trois premiers trimestres de 2014, avec une croissance au troisième trimestre parmi les plus fortes de la zone euro la balance commerciale de la Grèce s'améliore avec une hausse des exportations de 9 % en termes réels au cours de l'année. Lors des élections législatives grecques du 25 janvier 2015) SYRIZA, présenté comme le parti anti-austérité de gauche radicale, gagne les élections en recueillant 36,34 % des suffrages et 149 sièges de députés, manquant la majorité absolue à la Vouli de 2 sièges, mais en devançant Nouvelle Démocratie de plus de 8,5 points. Après son élection, Syriza s'associe aux Grecs indépendants, un parti de droite souverainiste pour former un gouvernement.
Les revendications de l'actuel gouvernement grec dirigé par Aléxis Tsípras portent sur deux points :
- remise d'une partie de la dette publique ;
- renégociation du programme de réforme qui conditionne l'accès au soutien de l'Europe, de la Banque Centrale et du FMI.

S'engagent alors des négociations longues avec l'union européenne, le FMI et la Banque centrale européenne qui très vite s'enlisent et selon Daniel Vernet tournent au « poker menteur ». Le 26 juin la commission européenne fait une proposition comportant des prêts d'un montant de 15,5 milliards contre l'engagement par Athènes de :
- Atteindre un surplus budgétaire primaire de 1 % en 2015.
- Instaurer trois taux de TVA : un taux à 6 % pour les produits de premières nécessité, de 13 % pour l'eau, l'électricité et l'alimentation et de 23 % pour l'hôtellerie restauration.
- Limiter les possibilités de départ en préretraite et supprimer une prime sur les basses retraites d'ici à 2019. En Grèce, les retraites représentent 17 % du PIB contre 14 % en France et 9 % en moyenne en Europe[75].

Le gouvernement grec décide dans la nuit du 26 au 27 de soumettre ses propositions au peuple grec.

### Irlande

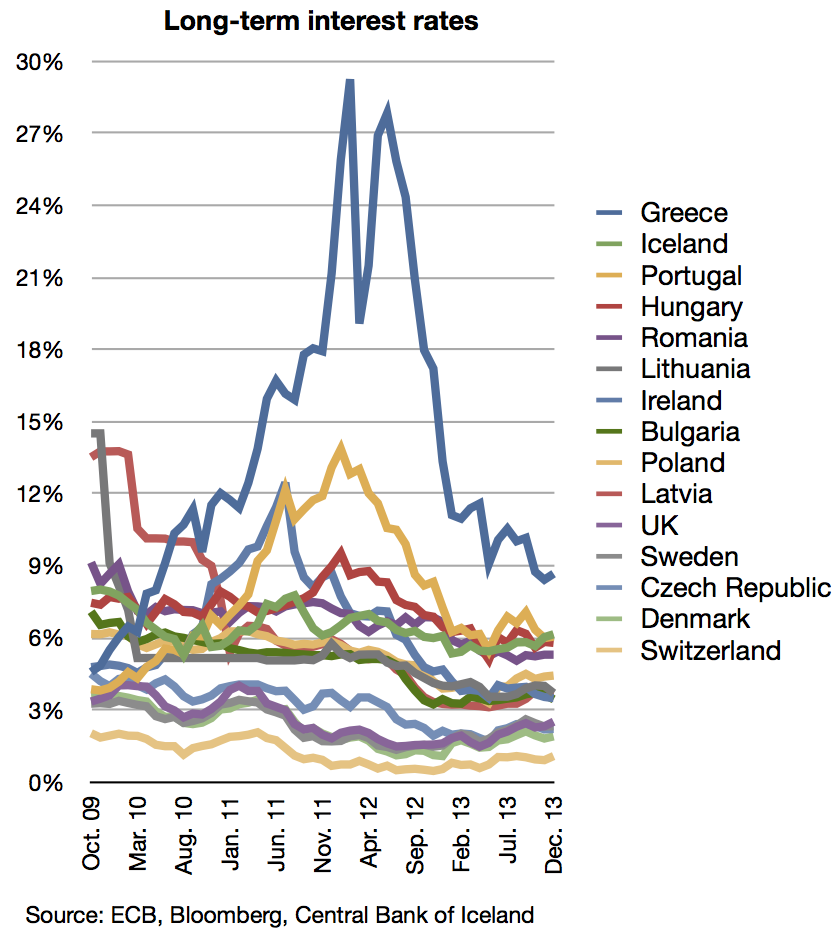
Taux d’intérêt à long terme de pays européens (hors zone euro), et de la Grèce, le Portugal et l’Irlande.

L'Irlande fut le premier pays à connaître le même sort que la Grèce, même si la situation du pays est sensiblement différente. Contrairement à la Grèce, l'Irlande a longtemps été en croissance et ses finances publiques étaient saines. À tel point que le pays fut surnommé le « Tigre celtique » (en référence aux Tigres asiatiques).
Malgré cela, l'Irlande est fortement touchée par la crise des subprimes en 2008, notamment en raison de la bulle immobilière. En 2010, le pays fait face à une grave crise bancaire. Plusieurs de ses banques (notamment la banque Anglo) sont au bord de la faillite et doivent être renflouées.
En septembre 2010, l'Irlande doit une nouvelle fois se porter au secours de ses banques, ce qui provoque une augmentation considérable de son déficit public qui atteint 32 % du PIB. Le pays hésite à demander l'aide du Fonds européen de stabilité financière, à la fois pour des raisons de fierté nationale, et parce qu'il craint que les autres pays lui imposent de relever son impôt sur les sociétés, ce qui venait d'assurer son succès, mais qui est jugé « non coopératif » par les autres États européens. Ceux-ci ont « incité » l'Irlande à recourir au mécanisme du Fonds européen de stabilité financière car ils craignaient une contagion au Portugal voire à l'Espagne. Si ce pays était touché, alors, pour le chef économiste de la Deutsche Bank, la France, selon lui, pourrait ne plus être à l'abri.
Le gouvernement irlandais, rapidement dépassé, ne peut faire face seul à cette crise. Un plan de sauvetage est donc mis en place au niveau européen avec le FESF (Fonds européen de stabilité financière), qui prévoit l'octroi de prêts allant de 80 à 90 milliards d'euros.
En décembre 2010, The Irish Independent dévoile que la Banque centrale d'Irlande a créé plus de 50 milliards d'euros de monnaie pour soutenir ses banques. Ce type d'opération, bien que conforme aux traités européens, témoigne de la gravité de la situation bancaire et financière irlandaise.
En février 2011, le gouvernement de droite, accusé d'être responsable de la crise, est renversé lors des élections générales, laissant la place à une coalition de centre-gauche. Le nouveau gouvernement de Enda Kenny promet alors de remettre en cause les conditions du plan de sauvetage octroyé en novembre 2011. Mais sans succès, notamment car l'Allemagne et la France exigent de l'Irlande qu'elle rehausse son taux d'imposition sur les sociétés, ce que le gouvernement irlandais a promis de ne pas faire.
Le 31 mars 2011, les résultats des tests de résistance (stress-tests) bancaires révèlent que le plan de sauvetage est loin d'être suffisant pour combler les pertes subies par les banques irlandaises. Le gouvernement est forcé de nationaliser plusieurs banques et de recapitaliser l'ensemble du secteur, pour un montant de 24 milliards d'euros.

### Portugal
Le risque de crise au Portugal s'est accru en avril 2011. Ce pays, comme la Grèce, a vu ses taux d'emprunt augmenter à la suite de la dégradation de la note de sa dette souveraine, de A+ à A-, par Standard & Poor’s. Le fait que sa dette extérieure (privée et publique) évaluée à près de 100 % du PIB, est essentiellement détenue par des actifs étrangers (80 % pour la Grèce), est à la fois un élément de fragilité et de force, car les pays dont les banques ont prêté peuvent s'inquiéter des conséquences d'un défaut de paiement sur celles-ci. Si le Portugal présente des similitudes avec le cas grec, malgré tout son endettement et son déficit sont moindres, et le pays n'a pas présenté des budgets « améliorés ».
Le Portugal affiche un déficit public de 9,4 % du PIB en 2009, puis 9,8 % en 2010, contre 13,6 % pour la Grèce en 2009. Son endettement public est de 77,4 % du PIB en 2009, et 93 % en 2010, contre 115 % du PIB pour la Grèce en 2009,.
Le 7 avril 2011, après avoir nié pendant longtemps la nécessité d'un plan de sauvetage, le premier ministre José Sócrates finit par faire appel à l'Union européenne et au FMI, afin de subvenir aux besoins en trésorerie du pays. Les négociations qui s'ensuivront aboutiront à la mise en place d'un plan de sauvetage de 78 milliards d'euros.
Le gouvernement de José Sócrates, puis celui de Pedro Passos Coelho après les élections législatives de juin 2011, mettent en place plusieurs plans d'austérité. Signe positif, la Commission européenne prévoit que le gouvernement sera proche de ses objectifs de réduction du déficit, soit 4,5 % du PIB en 2012, puis 3,2 % en 2013 (contre 3 % selon les prévisions du gouvernement), avec une récession de 3 % en 2012.

### Chypre
Dans la nuit de vendredi 15 à samedi 16 mars 2013, les pays de la zone euro ont élaboré un plan de sauvetage du secteur financier de l'île qui a besoin de 17 milliards d'euros. Le plan prévoit une aide de 10 milliards d'euros (55 % du PIB de l'île) venant de la zone euro et, une taxe exceptionnelle sur les dépôts bancaires de 6,75 % jusqu'à 100 000 euros et 9,9 % au-delà devant rapporter 5,8 milliards d'euros. Ce plan a été refusé.
Le plan a été élaboré « sur mesure pour Chypre, une place financière offshore dont le secteur bancaire est bien trop grand par rapport aux capacités productives de l'île ». Chypre attire les capitaux grâce à une taxe unique sur les bénéfices de 10 % et à un cadre juridique qui protège les sociétés russes « de la versatilité et de l'insécurité du système juridique et fiscal russe ».
Finalement un accord est trouvé le lundi 25 mars 2013. Les dépôts de moins de 100 000 euros ne sont pas touchés. Il s'agit de respecter ici la garantie accordée dans la zone euro pour les dépôts inférieurs à ce montant. La banque Laïki est mise en liquidation et les dépôts de moins de 100 000 euros sont transférés à la Bank of Cyprus. Pour « dégager 4,2 milliards d'euros » destinés à permettre en partie la restructuration (10 milliards d'euros seront prêtés par les autres pays et le FMI), les comptes au-delà de 100 000 euros subiront des pertes, évaluée à 30 % par Nicosie, 40 % par Bruxelles et 50 % par Berlin. C'est la première fois que la zone euro fait payer non pas les contribuables mais les créanciers obligataires et les déposants. Cette situation avait été évoquée dès l'été 2012 par Mario Draghi président de la BCE. Pour Nicolas Véron, « la hiérarchie est claire à présent : en cas de pertes, les premiers touchés sont les actionnaires, puis les créanciers juniors (les moins protégés - NDLR), les créanciers seniors et enfin les dépôts non garantis ». Parallèlement, un contrôle des capitaux (c'est-à-dire que les capitaux ne peuvent plus circuler librement) est instauré.

### Pays en difficulté n'ayant pas sollicité une aide forte de la zone euro

#### Espagne
L'agence Standard & Poor's a rétrogradé le crédit espagnol de AA+ à AA, invoquant les faibles espoirs de croissance de ce pays, frappé de plein fouet par l'éclatement de la bulle immobilière et de la construction.
Le déficit public espagnol a explosé en 2009. Il s'est élevé à 11,2 % du PIB selon Eurostat, bien au-delà de la limite des 3 % du pacte de stabilité européen. Le gouvernement socialiste s'est engagé à le ramener à 3 % en 2013, mais S&P estime « que le déficit public devrait probablement encore excéder 5 % du PIB d'ici 2013 ». En fait, si l'Espagne a un tel déficit c'est que le modèle économique sur lequel elle a bâti sa croissance jusqu'à la crise, le secteur immobilier, est plongé dans une crise grave qui pèse sur le budget du pays.
En 2010, le déficit public est réduit à 9,24 % du PIB (contre un objectif de 9,3 %), avec 5,7 % pour l’État (contre un objectif de 6,7 %) et 2,83 % pour les régions (contre un objectif de 2,4 %). En septembre 2011, le gouvernement espagnol annonce qu'il tiendra son objectif de déficit fixé à 6 % du PIB pour l'année 2011, alors que les déficits des régions est largement au-dessus des objectifs fixés par l’État (plus particulièrement pour l'Andalousie et la Catalogne). Ainsi, c'est le déficit des régions qui inquiète le plus les agences de notation. Toutefois, l'Espagne loupe largement son objectif en 2011 alors que le déficit public s'affiche à 8,9 %, dont 2,9 % du PIB pour les régions. À la suite des élections générales espagnoles de novembre 2011 remportées par le Parti populaire, Mariano Rajoy devient président du gouvernement et promet davantage d'austérité.
Le gouvernement espagnol annonce d'importantes mesures d'austérité en avril 2012 contenant des mesures d'économie totales de 39,5 milliards d'euros avec pour objectif un déficit public à 5,3 % (contre 8,9 en 2011) alors que l'objectif initial était de 4,4 %. Les budgets des ministères sont réduits de 17 % en moyenne afin de réaliser 27,3 milliards d'économie en plus de 12,3 milliards de hausse de prélèvement. Le budget estime la récession de l'économie en 2012 à 1,7 %, mais si les coupes budgétaires devaient entraîner une contraction plus importante de l'économie, le gouvernement ne pourra pas atteindre ses objectifs.
Pour les analystes, la dégradation de la note de l'Espagne est plus préoccupante en raison du poids de son économie dans la zone euro, nettement supérieur à celui de la Grèce et du Portugal car si elle devait demander l'aide comme la Grèce à l'UE, cela ne serait pas possible vu sa taille.
En mai 2012, l'établissement bancaire Bankia est nationalisé tandis que son plan de sauvetage est estimé à 23,5 milliards d'euros. Auparavant, entre fin février 2012 et fin mars 2012, les banques espagnoles ont déjà emprunté 144 milliards d'euros à 3 ans auprès de la BCE dans la deuxième opération LTRO. D'après l'économiste Jacques Sapir, en juin 2012, les besoins du système bancaire seraient de 250 à 300 milliards d'euros. Par ailleurs, d'autres banques pourraient également avoir des besoins non négligeables. Madrid ne veut alors pas d'aide européenne et prépare des plans dont l'un qui conduisait à impliquer la BCE est rejetée par cette dernière. Pour Nicolas Véron, les problèmes bancaires ne peuvent être traités de façon distincte des problèmes de dette souveraine.
Le 7 juin 2012, l'agence de notation Fitch Ratings dégrade la note espagnole de trois crans à BBB. Cette dégradation pousse l'Espagne à demander l'aide du FESF le 9 juin 2012 pour le refinancement de ses banques, qui pourrait atteindre jusqu'à 100 milliards d'euros. Les besoins de refinancement ont été estimés à 62 milliards d'euros. En juillet 2012, le gouvernement espagnol annonce un nouveau plan d'austérité de 65 milliards d'euros et revoit ses objectifs de déficit public. Les mesures comprennent la hausse de la TVA de 18 à 21 %, et le taux réduit de 8 à 10 %, des baisses de subventions, des réductions d'avantages fiscaux, des réductions de dépenses dans les ministères et des privatisations. Quant à l'objectif de déficit, il est réduit à 6,3 % du PIB contre 5,3 %, puis 4,5 % en 2013 et 2,8 % en 2014.

#### Italie
Début juillet 2011, la pression monte sur la dette italienne (environ 120 % du PIB italien et 25 % de la dette de la zone euro). Les raisons de ces tensions tiennent à la fois de problèmes extérieurs à l'Italie (la dégradation de la dette du Portugal) et internes (les tensions au sein du gouvernement italien et ses problèmes électoraux ainsi que l'enquête à laquelle est confronté le ministre des Finances italien Giulio Tremonti). L'annonce par le gouvernement italien d'un plan d'austérité permet d'apaiser temporairement les tensions. Cependant, le gouvernement fait rapidement voter un second plan ambitieux, qui prévoit de rétablir l'équilibre budgétaire dès 2013.
Le 20 septembre 2011, l'agence Standard & Poor's dégrade à nouveau la note de la dette, d'un cran, avec une perspective « négative ».
Lors du G20 de Cannes des 3 et 4 novembre 2011, les pays membres constatent qu'en réalité le pays ne met pas en œuvre les mesures censées être prises. Aussi l'Italie est « mise sous tutelle des experts du Fonds monétaire international et de la Commission européenne » chargés de vérifier la réalité des réformes promises. Par ailleurs, Silvio Berlusconi est fortement incité, par de nombreux membres de la classe politique italienne, à céder sa place, ce qu'il fait le 16 novembre 2011. Remplacé par Mario Monti, économiste italien, celui-ci met en place des plans de rigueurs drastiques. Le total des mesures d'économie adoptées par l'Italie s'élève à plus de 80 milliards d'euros et prévoit l'équilibre budgétaire en 2013, contre un déficit de 4,6 % du PIB en 2010. Cela n'empêche toutefois pas l'Italie de sombrer dans la récession, avec un recul trimestriel net de 0,7 %, et les dégradations par les agences de notation,. Le gouvernement Monti enregistre toutefois quelques succès, notamment dans la lutte contre la fraude fiscale et les taux d’intérêt du pays baissent mais restent élevés.
L'Italie connaissant une récession plus forte qu'estimée, prévue à 1,2 % du PIB contre 0,4 % initialement en 2012, le gouvernement décide de retarder d'une année son retour à l'équilibre budgétaire, donc en 2014, de peur que de nouvelles mesures d'austérité plongent le pays dans un cercle vicieux. Le gouvernement compte sur un léger retour à la croissance en 2013 et un déficit public de 0,5 % du PIB la même année, permettant selon le gouvernement de réduire la dette publique à 110,8 % en 2015 contre 120,3 en 2011. L'Italie pourrait pourtant encore échouer à atteindre ses objectifs, puisque le FMI prévoit une récession de 1,9 % en 2012 et de 0,3 en 2013.
Toutefois, il faut souligner que l'Italie connaît d'importants excédents budgétaires primaires depuis 2011, c'est-à-dire sans compter la charge de la dette, après un important déficit en 2009 et qui s'est réduit fortement par la suite. En 2010, la charge de la dette pèse sur le budget à hauteur de 70 milliards d'euros.

### Pays à risques mais pas en crise

#### France
À partir d'août 2011, la France met en place deux plans de rigueur. Le premier portait sur un train d'économie de 11 milliards d'euros en 2011 et 2012, le second présenté par François Fillon le 7 novembre 2011 prévoit notamment le passage en 2017 au lieu de 2018 de la date de départ à la retraite, la suppression du dispositif Scellier, une majoration des impôts sur les sociétés, la création d'un taux intermédiaire de 7 % pour la TVA. Le différentiel (spread) entre le taux d'intérêt des obligations d'État français et leur équivalent allemand atteint 147 points de base en novembre 2011 alors qu'un an avant il n'était que de 45 points. Les banques françaises détiennent, selon la BRI, 106 milliards d'euros de dette italienne, deux fois plus que les banques allemandes, et surtout le déficit de la France reste élevé en comparaison de celui de l'Allemagne : 5,2 %. 
Pour Alain Trannoy du cercle des économistes, « les plans français sont peu lisibles et peu susceptibles de relancer la croissance qui est pourtant une variable clé pour sortir de l'endettement ». Début février 2012, le déficit commercial (en 2011) atteint un record historique pour la France à 69,6 milliards d'euros.
Le 13 janvier 2012, S&P dégrade le AAA de la France à AA+ avec implication négative, estimant que l'Hexagone avait encore une chance sur trois d'être dégradée avant la fin de l'année. Un mois plus tard, sa consœur Moody's dégrade la perspective de la note souveraine française à long terme, qui pourrait avant 2013, perdre une nouvelle fois la meilleure note possible. Fitch annonce toutefois début janvier, ne pas envisager de toucher à la note française en 2012, sauf en cas de dégradation de la conjoncture économique du pays au cours de l'année.
Les difficultés de la France ravivent le débat sur la politique de la Banque centrale européenne autour de la question de savoir si la BCE doit monétiser la dette publique ou non. Les milieux financiers français semblent en faveur de mesures de rachat de dettes par la BCE. Toutefois, les résultats de 2011 semblent assez encourageants pour la conjoncture économique du pays. Le déficit public atteint 5,2 % pour l'année 2011, mieux que ce qui était attendu. C'est le cas aussi pour la croissance qui évita de peu la récession fin 2011, portant à 1,7 % la croissance annuelle (+0,2 au quatrième trimestre) et confortant les prévisions pour 2012.
Le 7 juin 2012, l'agence de notation Fitch Ratings juge le plan économique français crédible et lui maintient en conséquence son triple A.
Le 19 novembre 2012, une deuxième agence de notation, Moody's annonce à son tour un abaissement de la note souveraine de la France qui passe de AAA à AA1.

## Réformes institutionnelles

### Évolutions nées de la crise grecque
Le commissaire européen à l'énergie Günther Öttinger a estimé en mai 2010 que les mesures engagées avaient permis de gagner du temps mais que « nous n'avons pas encore décidé de l'issue de la bataille ». De fait l'essentiel reste à faire, notamment, retrouver des finances publiques soutenables sur la longue période, renforcer le fonctionnement de la zone euro, retrouver la croissance.
À terme, selon le centre de recherche économique World Pensions Council (WPC), le retour à l’orthodoxie financière prôné par le gouvernement allemand et la Banque centrale européenne, et la politique de rigueur généralisée qui en découle nécessiteront une révision du traité de Lisbonne, car ils pourraient avoir pour conséquence de réduire les prérogatives budgétaires et fiscales des États-membres au-delà des dispositions du traité dans sa forme actuelle.

#### Création d'un mécanisme temporaire de gestion des crises autour du Fonds européen de stabilité financière et de la coopération avec le FMI
Dans la nuit du 9 au 10 mai 2010, pour faire face à la peur des marchés et éviter que la crise grecque s'étende à l'Espagne, au Portugal voire à l'Italie, l'Union européenne en coopération avec le FMI se dote d'un fonds de stabilisation de 750 milliards d'euros. La Commission européenne est autorisée à emprunter 60 milliards d'euros, 440 milliards apportés par les États à travers la création d'un Fonds européen de stabilité financière et 250 milliards apportés par le FMI. Ce montant est à mettre en lien avec les besoins de financement du Portugal, de l'Espagne et de l'Irlande, qui s'élèvent à 600 milliards d'euros pour la période allant jusqu'à 2012.
Les 440 milliards des États seront empruntés par un instrument spécial (Special Purpose Vehicule) grâce aux garanties des États participants, et serviront à acheter de la dette des pays menacés. L'Allemagne apporte des garanties sur 28 % de l'ensemble (la fraction de sa part dans le capital de la BCE), soit 123 milliards. Toutefois, cette garantie peut aller jusqu'à 150 milliards pour compenser la non-participation de certains pays non euro. La France apporte des garanties de 90 milliards d'euros. Si les Britanniques ont refusé de s'associer au mécanisme estimant que c'était l'affaire des pays de la zone euro, la Pologne et la Suède bien que non euro ont accepté de participer.
Durant la journée du dimanche 9 mai 2010, le président Barack Obama, soucieux des répercussions sur les autres pays, téléphone deux fois à Angela Merkel et une fois à Nicolas Sarkozy pour leur faire part de ce que les États-Unis voulaient une « action résolue ». Dès dimanche matin la Fed avait ouvert des lignes de crédit aux banques centrales afin d'éviter qu'elles manquent de dollars.
Le Fonds européen de stabilité financière qui était un instrument temporaire a été remplacé par le Mécanisme de stabilité financière (MSF). Cet instrument a été créé par un traité signé le 2 février 2012 par les 17 pays de la zone euro. Le MSF a été inauguré le 8 octobre 2012 à Luxembourg et est aujourd'hui pleinement opérationnel. Il est à noter toutefois que le FESF restera actif dans la gestion des prêts en cours accordés à la Grèce, l'Irlande et le Portugal.

#### Évolution du rôle de la Banque centrale européenne
Le 10 mai, la BCE décide de permettre aux banques centrales de la zone d'acheter de la dette publique et de la dette privée sur les marchés secondaires. En décembre 2010, la BCE qui a acheté pour 72 milliards d'obligations d'État demande une augmentation de capital. Le 16 décembre, le Conseil des gouverneurs décide d'augmenter de 5 milliards d'euros le capital de la BCE pour le porter à 10,76 milliards en plusieurs étapes s'étalant jusqu'à la fin de l'année 2012.

### Renforcement du pacte de stabilité

#### Grandes lignes
Les vingt-sept ministres des Finances se sont mis d'accord le 15 mars 2011 sur une réforme du pacte de stabilité dans le but de renforcer la discipline budgétaire et d'éviter un endettement excessif.
- À partir d'un ensemble d'indicateurs la Commission européenne pourra alerter sur les déséquilibres (hausse trop forte des salaires, déficit de la balance des paiements, bulle immobilière, etc.)
- Les pays dont la dette est supérieure à 60 % du PIB devront rembourser à raison d'un vingtième par an du différentiel entre le montant total de la dette et le seuil des soixante pour cent.

Les sanctions. Leur déclenchement, autrefois très politique et soumis au bon vouloir des États, sera plus encadré, plus automatique, de façon à accroître leur crédibilité.

#### Critiques et le débat au parlement européen sur la question
Cet aménagement se heurte à des critiques de certains députés du parlement européen :
- Pour Sylvie Goulard « on parle beaucoup de coûts unitaire du travail mais il n'y a pas de vraie réflexion sur la manière dont on répartit la charge des réformes entre acteurs économiques »[137]
- d'une façon générale au parlement européen auquel ce texte sera soumis, plus de 2 000 amendements ont été déposés.

### Pacte pour l'euro

#### Grands traits
Lors de la réunion des chefs d'État et de gouvernement de la zone euro du 11 mars 2011, il a été décidé de créer une coordination renforcée des politiques économiques intitulée pacte pour l'euro (l'idée avait été initialement proposée par l'Allemagne sous la dénomination pacte de compétitivité). Ce pacte sera soumis aux pays non euro lors du Conseil européen du 24 mars afin de leur permettre de s'y joindre éventuellement. Ce pacte repose sur quatre règles directrices : renforcer la gouvernance économique de l'Union européenne ; favoriser la compétitivité et la convergence des compétitivités des États ; respecter l'intégrité du marché unique ; impliquer les États membres. Pour ce faire, chaque chef d'État ou de gouvernement devra prendre des engagements concrets chaque année auprès de ses pairs qui assureront le suivi des réalisations. Le pacte vise les quatre objectifs suivants :
- Renforcer la compétitivité. Il s'agit ici de s'assurer que les coûts du travail évoluent avec la productivité ; d'examiner les mécanismes d'indexation de salaires et de veiller à ce que « les accords salariaux dans la fonction publique viennent soutenir les efforts de compétitivité consentis dans le secteur privé »[138].
- Promouvoir l'emploi en favorisant la flexicurité, l'éducation et la formation et en réduisant les charges fiscales sur le travail[138].
- Améliorer la viabilité des finances publiques. Deux grands axes sont mis en avant[138].
  - Suivre la viabilité des retraites, des soins de santé et des prestations sociales.
  - « Les États de la zone euro s'engagent à traduire dans leur législation nationale les règles budgétaires de l'UE figurant dans le pacte de stabilité et de croissance ».
- Renforcer la stabilité financière notamment à travers une « réforme globale du cadre européen de supervision et de régulation du secteur financier est en cours »[138].

Par ailleurs, sur le plan fiscal, il est prévu d'aller vers une assiette commune pour l'impôt sur les sociétés ainsi que des « discussions structurées sur les questions de politique fiscale, en vue notamment d'assurer l'échange des bonnes pratiques, sur la prévention des pratiques nuisibles et sur des propositions de lutte contre la fraude et l'évasion fiscale ».

#### Réactions notables
Pour l'économiste Laurence Boone, il s'agit d'un « sommet historique pour l'Europe » ce qui est particulièrement remarquable pour elle c'est que « le coup de pouce décisif » est venu de l'Allemagne qui « a promu l'idée d'un Pacte européen, qui marque l'engagement des États de la zone euro à faire converger leurs politiques structurelles vers un modèle plus proche de celui de l'Allemagne ». Laurence Boone voit également deux autres points importants dans cet accord, à savoir que les États de la zone Euro ont choisi d'avancer indépendamment de l'Union européenne et que l'architecture de l'accord fait que les propositions de réforme ne viendront pas de la commission européenne mais des États eux-mêmes. Pour Laurence Boone, il s'agit d'une innovation importante car, de la sorte les pays se sentiront responsables de l'euro ce qui n'était pas le cas jusque-là.
Mais tout le monde n'est pas aussi positif. Entre autres, le pacte pour l'euro est critiqué par Jean-Claude Juncker comme n'apportant rien de nouveau; alors que pour Martine Aubry, il risque de « ralentir la sortie de crise ».

### Traitement des crises pour 2012
Un accord a été conclu le 28 novembre 2010. Cet « accord rend possible soit une assistance temporaire à un État solvable, soit une renégociation avec les créanciers en cas d'insolvabilité »,. Le FESF (Fonds européen de stabilité financière) a ensuite été remplacé par le MES (Mécanisme européen de stabilité).
Lors du Conseil européen des chefs d'État et de gouvernement de la zone euro du 11 mars 2011, il a été décidé :
- que Le MES disposerait de 500 milliards d'euros ;
- que le MES pourra, sur la base d'un accord unanime des pays, accorder des prêts ou acheter de la dette primaire des États dans le cadre de strictes conditions ; c'est-à-dire que les États bénéficiaires devront s'engager à prendre des mesures précises qui conditionneront l'octroi du prêt ou l'intervention sur le marché primaire de la dette (c'est-à-dire sur les titres de dette nouvellement émis) ;
- que les prêts du MESF bénéficieraient « du statut de créance privilégiée, qui ne sera inférieur qu'à celui du FMI » ;
- qu'un pays insolvable devrait négocier un plan de restructuration global avec ses créanciers privés dans le cadre de clauses d'action collective (CAC) afin de revenir à un endettement supportable. La question de la solvabilité d'un État sera examinée sur la base d'analyses de la Commission européenne, du FMI et de la BCE.

Lors d'une réunion des chefs d'État et de gouvernement du 30 janvier 2012, il a été décidé que le MES entrerait en fonction en juillet 2012.

### Résultats des négociations d'octobre 2011
En octobre 2011, les chefs d'État et de gouvernement tentent de stabiliser la zone euro quand il devient de plus en plus évident d'une part que la dette grecque doit être diminuée et que les banques doivent être recapitalisées. Au cours du mois de septembre un bras de fer oppose le FMI qui pousse à la recapitalisation des banques d'une part, et la France qui s'y refuse d'autre part.

#### Accord
Le mercredi 19 octobre, Nicolas Sarkozy rencontre Angela Merkel en marge des cérémonies organisées pour le départ de Jean-Claude Trichet de la Banque centrale européenne. Le président français voudrait que le FESF soit transformé en banque et qu'il puisse se refinancer sans limite auprès de la BCE. Il se heurte au refus d'Angela Merkel et de Jean-Claude Trichet. Angela Merkel fait savoir à ses partenaires de la zone euro que la cour constitutionnelle exige que toute décision soit validée par le parlement et que donc lors de la réunion du 23 octobre, aucune décision ne pourra être prise. Après des négociations le dimanche 23 octobre, le parlement allemand est consulté et un accord assez large est trouvé sur le cadre dans lequel Angela Merkel doit négocier. Cadre qui ne prévoit pas que le FESF soit transformé en banque mais qui prévoit par contre un effacement par les créanciers privés d'une partie de la dette. Les députés ont insisté sur la limitation des garanties allemandes et sur l'indépendance de la BCE.
Un accord est finalement trouvé le 27 octobre au matin. Cet accord prévoit :
- un abandon par les banques privées de 50 % de la dette publique qu'elles détiennent sur la Grèce (la BCE et le FMI ne sont pas concernés). Cet accord a été particulièrement difficile à atteindre du fait de la résistance des banques. Il a fallu que Charles Dallara le directeur de l'Institut de la finance internationale y soit fortement "incité" par Angela Merkel, Nicolas Sarkozy, Christine Lagarde et Herman Van Rompuy[146].
- Les banques doivent être recapitalisées pour un montant de 106 milliards d'euros (30 milliards pour la Grèce, 26,1 milliard pour l'Espagne, 14,7 milliards pour l'Italie, 8,8 milliards pour la France et 5,1 milliards pour l'Allemagne)[148]. La recapitalisation sera faite soit par appel à l'épargne soit par les États soit, en dernier ressort par le FESF.
- Le FESF n'est pas autorisé à devenir une banque mais un effet de levier va être recherché à travers deux mécanismes : « un rehaussement de crédit pour de nouvelles émissions par les États membres » et/ou en faisant appel de façon complémentaire à des investisseurs privés ou souverains en coopération avec le FMI[149].

#### Réception de l'accord et projet de référendum
L'accord est bien accueilli par la Bourse qui connaît le 27 octobre une forte hausse (4 %). Franklin Pichard directeur de Barclays Bank déclare au journal Le Monde « hormis la création d'Eurobonds tout ce qu'on attendait on l'a eu ». Toutefois, d'autres sont plus circonspects et veulent « juger sur pièce ». Jens Weidmann le président de la banque centrale allemande bundesbank se félicite que la Banque centrale européenne ne soit pas impliquée dans cet accord mais s'inquiète des risques liés à l'effet de levier.
Les socialistes français accueillent froidement cet accord, qui entérine selon eux la « dégradation de l’Europe ». Même si Catherine Trautmann se dit « soulagée » car « l’accord de cette nuit a le mérite d’exister », les socialistes condamnent la volonté de mettre en œuvre le « pacte euro plus » afin de « repousser l’âge de départ à la retraite à 67 ans et flexibiliser le marché de l’emploi en remettant en cause le droit du travail ». Pour Liêm Hoang-Ngoc, « les politiques d’austérité font plonger l’Europe dans la récession ». 
Pour Éric Le Boucher, l'accord ne s'occupe pas assez de croissance. Selon lui, pour cela, il faudrait s'attaquer à l'absence d'une politique macro-économique commune et aux divergences entre pays. Par ailleurs, comme d'ailleurs d'autres observateurs, il est inquiet par la création d'un mécanisme annexe au FESF ouvert à la Chine qui pourrait conduire à réduire l'indépendance de l'Europe. Pervenche Berès a soulevé les risques concrets de cet appel à la Chine : « comment progresser vers le juste échange, comment l’Union européenne peut-elle peser sur la scène internationale pour obtenir une réévaluation du Yuan, comment parvenir à une authentique réciprocité en matière de respect des normes sociales et environnementales dorénavant ? ».
Le premier ministre Georges Papandréou face au mécontentement populaire et à ce qu'il perçoit comme un abandon de souveraineté décide de soumettre l'accord à referendum. Il abandonnera l'idée quatre jours plus tard quand la classe politique grecque, prenant conscience que les autres pays envisagent sérieusement la sortie de la Grèce de la zone euro, se prononce contre ce projet et envisage un gouvernement d'union nationale.

### Pacte de discipline budgétaire de janvier 2012
Lors d'un sommet informel le 30 janvier 2012, 25 chefs d'État et de gouvernement européen sur 27 (le Royaume-Uni et la République tchèque n'ont pas signé) se sont mis d'accord sur un « Traité pour la stabilité, la coordination et la gouvernance dans l'Union économique et monétaire ». Ce traité donne un droit de regard à la Cour de justice de l'Union européenne sur les règles d'or qui devraient être mises en place dans les États de la zone euro. Par ailleurs l'article 3 stipule que le déficit structurel ne devra pas dépasser 0,5 % du PIB. Au-delà de ce seuil, des mécanismes de correction seront automatiquement déclenchés. Enfin lorsque les déficits dépasseront 3 % du PIB les sanctions deviendront quasi automatiques.
Les pays de la zone euro, comme le souhaitait la France, se réuniront seuls au moins deux fois par an. La Pologne a obtenu que les États de l’Union non-membres de la zone euro soient conviés aux réunions lorsqu'il sera question de changements touchant à l'architecture de la zone euro ou lorsqu'il sera question de compétitivité.

### Semestre européen mis en place en 2011
Parallèlement, un système de coordination des politiques budgétaires appelé semestre européen a été mis en place. Avec pour base juridique, le six-pack, un ensemble législatif le rendant contraignant pour l'ensemble des États membres, le semestre européen a pour objectif principal de tendre vers une Union économique et monétaire (UEM) plus approfondie et plus intégrée, capable de mieux résister aux chocs économiques internationaux, développer une économie prospère à long terme (objectifs repris dans la stratégie Europe 2020) et maîtriser au mieux les finances publiques de l'ensemble des États membres. Le six-pack prévoit entre autres un système de décisions et de sanctions financières graduelles applicables par les instances européennes aux États membres,,.

### Vers une instance commune de supervision bancaire
Réunis lors du Conseil européen des 28 et 29 juin 2012, les chefs d'État et de gouvernement de la zone euro ont décidé de mettre en place, avant la fin de l'année, un mécanisme commun de supervision des banques. Ils ont demandé à la Commission européenne de faire une proposition en ce sens. Une fois ce système en place, le Mécanisme européen de stabilité (MES) pourrait recapitaliser les banques directement, sans que cela pèse sur la dette des États membres. Ce nouveau système pourrait être en place début 2013.
Les chefs d'État et de gouvernement ont également, lors de la même réunion, prévu une recapitalisation du secteur bancaire espagnol, l'aide financière étant apportée par le fonds européen de stabilité financière (FESF) en attendant la mise en place effective du MES. Le gouvernement espagnol a obtenu que le MES ne soit pas considéré comme un créancier prioritaire, afin de rassurer les autres investisseurs qui pourraient acheter la dette du pays.
Les chefs d'État et de gouvernement de l'ensemble de l'Union ont par ailleurs adopté un « pacte pour la croissance et l'emploi ».

## Débats sur les moyens utilisés pour résoudre la crise

### Débats entre gouvernements
La Finlande, les Pays-Bas et l'Allemagne sont en faveur d'une restructuration de la dette grecque car ils voudraient que ce ne soit pas seulement les contribuables qui prennent in fine les risques. Le 6 juin, le ministre allemand des finances dans un courrier adressé à la BCE, au FMI et aux ministres des Finances de la zone euro demande un rééchelonnement de la dette grecque de façon qu'il y ait « un partage équitable du fardeau entre les contribuables et les investisseurs privés ». Au contraire, Christine Lagarde, ministre des Finances de la France est hostile « au principe de restructuration ».
Pour Guillaume Duval, les gouvernements manqueraient « d'attachement au projet européen » et auraient du mal à faire progresser l'intégration politique qui pourrait permettre de juguler la crise. Pour cet auteur, « si la zone euro venait à éclater, il n'y aurait en tout cas pas grand-chose à en attendre pour les peuples européens ».

### Position des banques
La BCE et les banques s'opposent à l'idée de restructuration. En effet, cela voudrait dire que la Grèce ferait défaut et surgit alors le spectre de la faillite de la banque Lehmann Brothers lors de la crise bancaire et financière de l'automne 2008 et du mouvement de panique dont elle aurait été la cause,. En août 2011, d'après la Banque des règlements internationaux (BRI), les banques françaises sont exposées pour un total de 801,075 milliards de dollars aux cinq États européens les plus endettés.

### Manifestations et protestations
En Grèce une partie du peuple manifeste et s'oppose à l'austérité qui lui est demandée.
Si, dans une perspective fédérale, il est décidé de plus en plus de faire racheter de la dette par des institutions européennes, alors c'est l'ensemble des citoyens européens qui vont devenir les garants des dettes par le biais de leurs impôts. Pour Jean-Marc Vittori, dans les années prochaines, il faudra injecter plus d'argent et « les gouvernements devront tout de même se résoudre à l'annoncer. Sinon le retour de bâton des électeurs sera terrible ». En Allemagne des plaintes devant la Cour constitutionnelle portant sur la constitutionnalité des mécanismes de gestion des crises mis en place dans la zone euro depuis le début de la crise grecque doivent être examinées durant le second semestre 2011.
Le 14 novembre 2012, à l'appel de la Confédération européenne des syndicats, une journée de mobilisation contre l'austérité rassemble plusieurs centaines de milliers de grévistes et de manifestants dans les 23 pays concernés.

## Débats plus généraux

### Renouveau du débat sur la gouvernance économique
À l'occasion de cette crise, selon Pisani-Ferry, la zone euro a montré des limites : surveillance budgétaire inadaptée, absence d'un mécanisme de gestion des crises, insuffisance de débats économiques. C'est dans ce contexte que le débat sur la gouvernance économique a été rouvert.
Dans les années 1990, deux options s'étaient opposées. D'un côté celle qui a prévalu, d'un pacte de stabilité avec une surveillance multilatérale assez faible, reposant sur l'idée que si chacun gérait bien ses finances publiques et son économie les choses iraient bien. D'un autre côté, certains tel Jacques Delors, prônaient également le respect du pacte mais dans le cadre d'une zone euro plus proactive, s'inscrivant dans le cadre d'une coopération renforcée. La zone euro, dans cette optique, aurait notamment participé à l'établissement « d'un calendrier de long terme pour des réformes structurelles, telles que celles de l'allongement des durées de vie au travail ».
En lien avec l'option retenue, la clause dit du « no bail-out » (clause de non renflouement, article 125 du Traité sur le fonctionnement de l'Union européenne) interdit à l'Union et aux États de porter une assistance financière à un pays de la zone en difficulté financière. Pour rendre cette clause crédible des économistes du Centre for European Policy Studies ont envisagé la création d'un Fonds monétaire européen qui à la fois inclurait un mécanisme de gestion des crises auquel contribueraient les États à risque, un mécanisme de « défaut ordonné » afin d'éviter les comportements de passager clandestin et ouvrirait la possibilité d'exclure un pays qui ne respecterait pas les règles. D’autres experts estiment que ces projets nécessitent une révision du traité de Lisbonne car ils pourraient avoir pour conséquence de réduire les prérogatives budgétaires et fiscales des états-membres au-delà des dispositions du traité dans sa forme actuelle. Toutefois, selon Stephen Castle, lors du sommet européen des 25 et 26 mars 2010, « Angela Merkel a montré sa détermination à réécrire le livre des règles économiques de l'Union économique même si cela exige une longue et éprouvante bataille ».
Côté français, on insiste plutôt sur la façon de relancer l'économie européenne de façon concertée. C'est ainsi que l'institut Montaigne plaide pour l'émission d'Eurobonds destinés dans un premier temps à financer des investissements stratégiques de long terme franco-allemands.
Michel Barnier, commissaire européen au Marché intérieur et aux Services, a déclaré le 30 avril 2010 qu'il réfléchissait à la création d'une agence de notation européenne. Des économistes et des journalistes économiques estiment que, pour partie, les politiques refusent de voir les réalités économiques. Par exemple Charlemagne, pseudo du journaliste qui tient la rubrique Europe dans The Economist, écrit « les politiques devraient admettre que les marchés ont des raisons valables de croire qu'il est plus risqué de prêter de l'argent à la Grèce qu'à l'Allemagne ». Pour un économiste monétariste comme Michael Bordo, si « les Européens fermaient les yeux pour assouvir un projet politique »[réf. nécessaire] sur la réalité des comptes publics grecs, les marchés le moment venu ont fait payer à la Grèce le prix fort.
Le magazine allemand Der Spiegel a fustigé l'euro, estimant qu'« il a été construit sur de la dette et de la tromperie où les principes économiques ont été immolés sur l'autel de visions politiques romantiques ».
Certains économistes préconisent le remplacement de la monnaie unique par une monnaie commune qui serait alors une position de repli et une étape vers une monnaie unique après harmonisation des économies.

### Sur l'analyse du problème
Au-delà se pose la question de savoir si la Grèce, l'Irlande voire le Portugal ne souffrent que d'une crise de liquidité ou s'ils ont des problèmes de solvabilité. S'ils n'ont que des problèmes de liquidité, le fonds européen peut y pourvoir. S'ils ont des problèmes de solvabilité, c'est-à-dire que, structurellement, ils ne peuvent pas faire face à leurs engagements, il faudra penser à des restructurations de la dette. Cette hypothèse est envisagée par Thomas Mayer chef économiste de la Deutsche Bank ou en France et par Jacques Delpla. Daniel Cohen, au contraire insiste sur le fait que si un pays faisait défaut cela provoquerait un risque systémique. Angela Merkel, quant à elle, insiste sur la nécessité de ne pas faire supporter les risques liés aux dettes souveraines uniquement aux États mais d'impliquer aussi les prêteurs. Elle promeut une clause « d'action collective » visant à organiser après la mi-2013 des restructurations de dette. Cette position a fait l'objet d'un accord franco-allemand et d'une certaine façon cela a inquiété les marchés. De son côté, le think tank Bruegel propose un mécanisme de règlement organisé de la dette des pays en situation de « défaut ». Dans les deux cas, il s'agit de faire supporter par les prêteurs les conséquences de leurs prêts risqués. D'autre part, la crise de la dette en zone euro a montré à quel point les institutions devront prendre en compte l'aversion au risque des ménages, et ses canaux de transmission, qui a joué un rôle important ces dernières années dans les économies européennes.

### Sur le rôle des agences de notation
Lorsque le 5 août 2011, Standard and Poor's retire le AAA des États-Unis en pleine polémique budgétaire démocrates/républicains, sa décision a un impact politique et médiatique énorme. Un grand nombre d’articles de journaux sont consacrés aux changements de notation, les médias en venant à les considérer comme des indices de la santé économique et financière mondiale. Peu après, l'éditorialiste du quotidien Les Échos a dénoncé l'incidence normative des notations: "Le vrai problème des agences de notation, c'est leur trop grande influence. Et cette influence ne vient pas d'elles, mais des régulateurs nationaux et internationaux, qui ont truffé leurs textes de références à leurs notes".

### Sur les réformes financières depuis la crise de 2008
Dans un article du Monde intitulé « Austérité : l'Europe à contresens », Michel Aglietta et Lionel Jospin insistent sur le fait qu'il appartient aux États qui ont renfloué les banques de ne pas « accepter leurs diktats ». Pour ces auteurs, la « restructuration des dettes pourrait servir d'utile avertissement à l'égard des marchés ».
Jacques Delors, dans un entretien donné au journal Le Monde rappelle que les banquiers « ont reçu des États, comme prêts ou comme garanties, 4 589 milliards d'euros », et qu'ils ne sont pas très enthousiastes pour accepter de nouvelles règles du jeu.
Martin Wolf, quant à lui, n'apprécie pas que les Irlandais aient tentés de sauver leurs banques en prenant en charge leurs dettes. Il souligne que si la dette bancaire devait être considérée comme une dette publique alors « les banquiers devraient être considérés comme des fonctionnaires et les banques comme des services gouvernementaux ».

### Sur le type de fédéralisme
Pour les mécanismes de sortie solidaire de la crise, deux grandes voies se font face : aller vers un fédéralisme budgétaire, c'est-à-dire vers un budget fort et intégré au niveau européen, ou aller vers un fédéralisme assurantiel, c'est-à-dire vers des aides temporaires conditionnées à des efforts de redressement et, éventuellement à des renégociations de la dette. Pour Jean Pisani-Ferry, le fédéralisme budgétaire est un déni de réalité car « en Allemagne les transferts massifs ont échoué à revitaliser les nouveaux Länders, et que le maintien sous perfusion du Mezzogiorno italien n'est pas un exemple à suivre » et en outre, politiquement, aller vers un fédéralisme budgétaire ne serait pas aisé. En Allemagne des voix s'élèvent pour la constitution d'un euro du Sud et d'un euro du Nord, l'ancien chancelier allemand Helmut Schmidt regrettant, pour sa part, que la Zone Euro n'ait pas été limitée à un petit nombre de pays.
Aussi, la proposition de Jean-Claude Juncker visant à communautariser une partie de la dette comprise entre 40 % et 60 % du PIB, en émettant des eurobonds, s'est d'abord heurtée à un refus de l'Allemagne, de la France et d'autres pays. Les partisans du fédéralisme assurantiel ne sont pas forcément opposés à toute création d'eurobond, mais pour eux, il doit s'agir de financer au niveau communautaire des investissements destinés à doper la croissance. C'est finalement en janvier 2015 que la BCE décide le principe d'un rachat de titres de dette nationale et de dette privée pour environ soixante milliards par mois. Sur ce montant, seuls 20 % sont rachetés par la BCE et donc mutualisés. Les 80 % restants sont rachetés par les banques centrales nationales, au prorata de la part de chaque État au capital de la BCE. Le rachat s'opère sur le marché secondaire à partir de mars 2015. Ce mécanisme limité à 60 milliards d'euros devrait normalement prendre fin quand l'inflation atteindra 2 % en zone euro.

### Sur les politiques économiques
Pour sortir de la crise de la dette la seule solution résiderait peut-être dans des politiques d'austérité budgétaire. Il faut relier la question à celle de la soutenabilité de la dette. Pour Lionel Jospin et Michel Aglietta, les politiques d'austérité poussent à une contraction du PIB et aggravent les problèmes de financement. Pour eux, il faudrait « remodeler la structure des budgets comme l'ont fait les Scandinaves après la crise bancaire de 1991-1992 ». Ils proposent de :
- redonner du pouvoir d'achat aux salariés en réformant la fiscalité et en supprimant les avantages fiscaux aux très hauts revenus, par « une fiscalité du capital réformée », et par un renouveau de la taxation des héritages.
- augmenter la croissance potentielle en procédant à des investissements publics et en mettant en place de meilleures incitations à destination du privé. Ces mesures devraient pouvoir être financées par une TVA mieux harmonisée au niveau européen et par l'instauration d'une taxe carbone. Une partie de la taxe pourrait subventionner les plus modestes qui seraient les plus impactés, l'autre pourrait être utilisée pour financer les investissements.

### Guerre économique et monétaire
Cette crise de la dette dans la zone euro intervient dans un contexte général de crise de la dette dans les pays occidentaux. C'est également une crise de confiance où se jouent les intérêts des deux premières monnaies de réserve au monde : le dollar et l'euro. 
C'est ainsi que selon certains médias, une campagne médiatique aurait vu le jour dans les pays anglo-saxons annonçant la fin de la zone euro. Certains médias européens pointent également du doigt une possible volonté des États-Unis de peser sur le cours de l'euro pour conserver la suprématie du dollar après avoir vu leur notation financière abaissée par l'agence américaine Standard & Poor's. D'autres médias mettent en évidence la responsabilité plus ancienne de la Chine du fait de sa politique consistant à sous-évaluer sa monnaie, le yuan, pour soutenir son économie au détriment des économies occidentales.

### Nécessité d'une philosophie économique commune
Selon Francis Clavé, la sortie de crise nécessite une meilleure « articulation de l'économique et du politique » et la mise en place d'une philosophie économique commune, notamment en rejetant la théorie de l'engrenage héritée du fonctionnalisme, qui a tellement pesé dans la crise grecque. Il faut aussi revoir la notion de souveraineté nationale car celle-ci est nécessairement limitée dans une zone où les économies sont fortement imbriquées. Clavé insiste également sur la nécessité « d'articuler l'expertise avec un processus non seulement de délibération mais de formation d'une opinion publique », en favorisant la participation des citoyens à la prise de décision par un vote direct et majoritaire. Selon cet économiste, il convient enfin de revoir la primauté donnée au consumérisme mis de l'avant tant par le néolibéralisme que par le keynésianisme, car la croissance continue de la consommation « se heurte aux contraintes écologiques ».